# Lyceum (Niederlande)

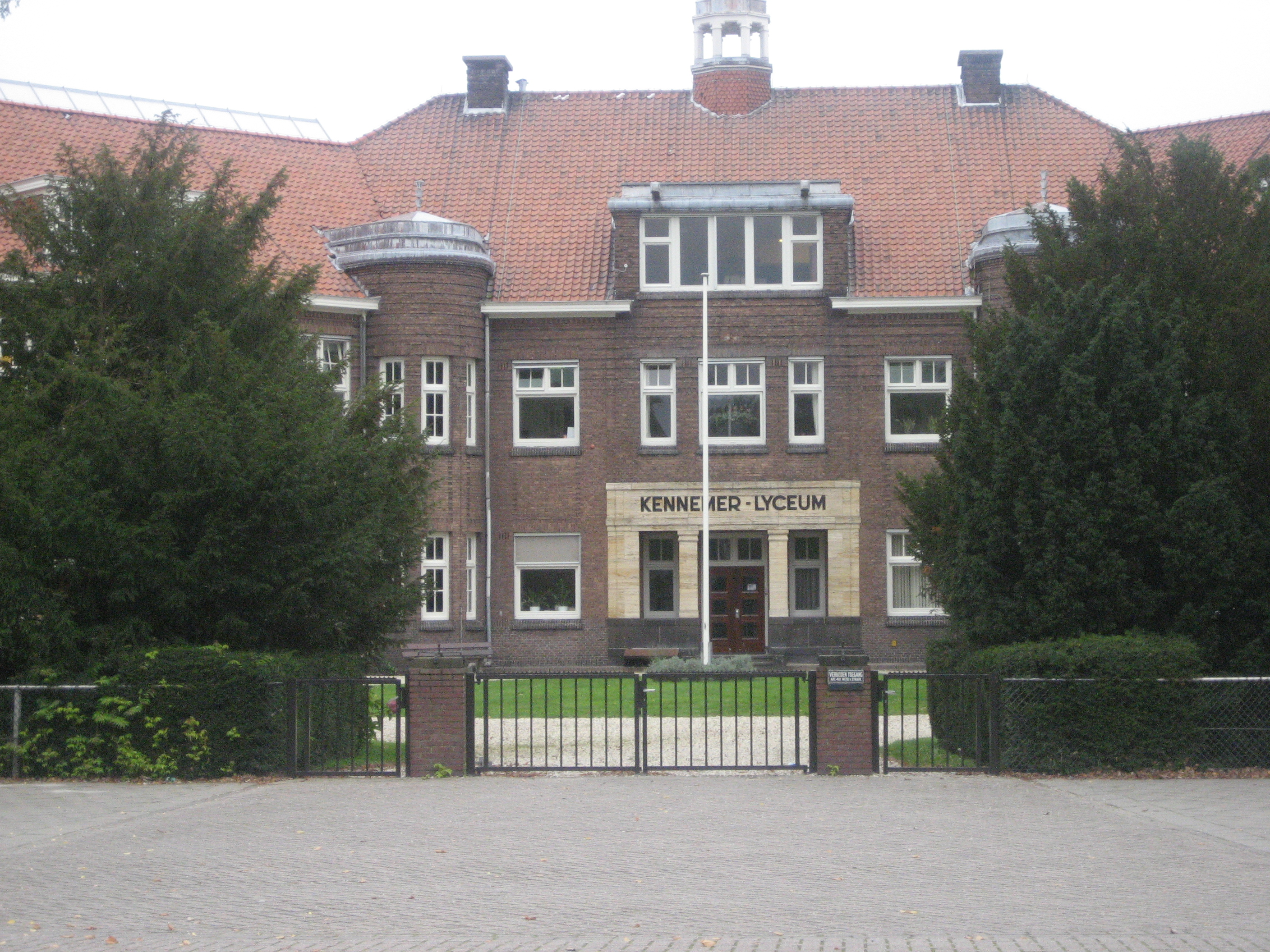
Das Kennemer Lyceum Overveen

Das Lyceum (niederländisch: lyceum) ist ein Schultyp in den Niederlanden. Die Bezeichnung lyceum leitet sich vom griechischen Lykeion, einem Gymnasion in der Nähe des Alten Athen, in welchem Aristoteles seine philosophische Schule gründete, ab. Die Bedeutung hat sich in den Niederlanden mehrfach geändert. Es bezeichnet unter anderem ein alt- und neusprachliches Gymnasium.

## Geschichte
Das erste Lyceum,  das Nederlands Lyceum, wurde 1909 von J. H. Gunning senior und Rommert Casimir gegründet. Es unterschied sich von anderen Schulen durch eine zweijährige Unterstufe und eine hbs oder
altsprachliches Gymnasium; die Unterstufe hatte das Ziel, die Schulwahl von Schülern zu verzögern und so Zeit zu geben, eine überlegte Entscheidung zu machen. Die Idee dahinter war, dass vor der Pubertät nicht klar war, ob Schüler mehr Veranlagung für exakte Fächer oder für (klassische) Sprachen hatten. Diese Unterstufe war somit ein Vorläufer der Orientierungsstufe, mit dem Sinn, dass nicht nach dem Niveau, sondern der Richtung der Schüler geschaut werde. So wurden beispielsweise die fünfte und sechste Klasse gymnasium-β Mathematik und exakte Fächer mit der vierten und fünften Klasse der HBS-B kombiniert, wodurch die Schüler bequem von Klasse 5 des gymnasium-β nach Klasse 5 des HBS-B überwechseln konnten.
Dem Vorbild des niederländischen alt- und neusprachlichen Gymnasiums wurde schnell durch alt- und neusprachliche Gymnasien in anderen  niederländischen Städten wie dem Kennemer Lyceum in Overveen, dem Amsterdams Lyceum, dem Baarnsch Lyceum, dem Christelijk College Nassau-Veluwe in Harderwijk, dem Lorentz Casimir Lyceum in Eindhoven, den  Montessori-Gymnasien in Rotterdam und Amsterdam, dem Rijnlands Lyceum Wassenaar, dem Maerlant-Lyceum in Den Haag dem Vrijzinnig-Christelijk Lyceum in Den Haag gefolgt.
Beim fünfzigjährigen Jubiläum von „Het Nederlandsch Lyceum“ 1959 wurde noch ein Gedenkbuch unter dem Titel Vijftig jaar illegaal (deutsch fünfzig Jahre illegal) herausgegeben, jedoch wurde 1963 das alt- und neusprachliche Gymnasium im Gesetz für den Sekundären Bildungsbereich anerkannt. 1968 wurde das alt- und neusprachliche Gymnasium durch voorbereidend wetenschappelijk onderwijs (vwo) ersetzt. Diese Schulform beinhaltet das gymnasium (Altsprachliches Gymnasium) und das atheneum (neusprachliches Gymnasium).
Lyceum ist heutzutage in den Niederlanden Bezeichnung für eine Schule des Sekundären Bildungsbereichs (für 12- bis 18-jährige), in der unter anderem der neu- und altsprachliche Gymnasiumsbildungsgang des voorbereidend wetenschappelijk onderwijs (vwo) und der jenige, den das hoger algemeen voortgezet onderwijs (havo), eine nichtgymnasialen Schule, hat, belegt werden können.

## Sachfremdes
Der Begriff lyceum wird auch für andere Schularten, wie das Grafisch Lyceum gebraucht, das Berufsausbildungen anbietet. Das frühere Muzieklyceum in Amsterdam ist einer der Vorgänger des Amsterdamer Conservatorium. Nach dem Mammutgesetz haben viele alt- und neusprachliche Gymnasien ihren Namen behalten, aber der Begriff lyceum hat keine einzelne Bedeutung mehr: Schulen, die verschiedene Arten der Sekundarbildung kombinieren, tragen seitdem auch andere Namen wie Gesamtschule oder College.